# Philippe Dupouy
| 44263 Nansouty | 28 agosto 1998 |
| 175726 Borda   | 29 agosto 1997 |

Philippe Dupouy (Hauriet, 18 febbraio 1952) è un astronomo amatoriale francese.
Il Minor Planet Center gli accredita la scoperta di due asteroidi, effettuate tra il 1997 e il 1998, entrambe in collaborazione con Frédéric Maréchal.
Inoltre nel 1997 ha coscoperto la cometa periodica C/1997 J2 (Meunier-Dupouy) in collaborazione con Michel Meunier. Con questa scoperta sono stati i primi astrofili a scoprire una cometa con l'ausilio di un telescopio remoto, collocato presso l'osservatorio di Dax, nella regione amministrativa francese della Nuova Aquitania.
Gli è stato dedicato l'asteroide 214485 Dupouy.